# فيلة الحرب الفارسية

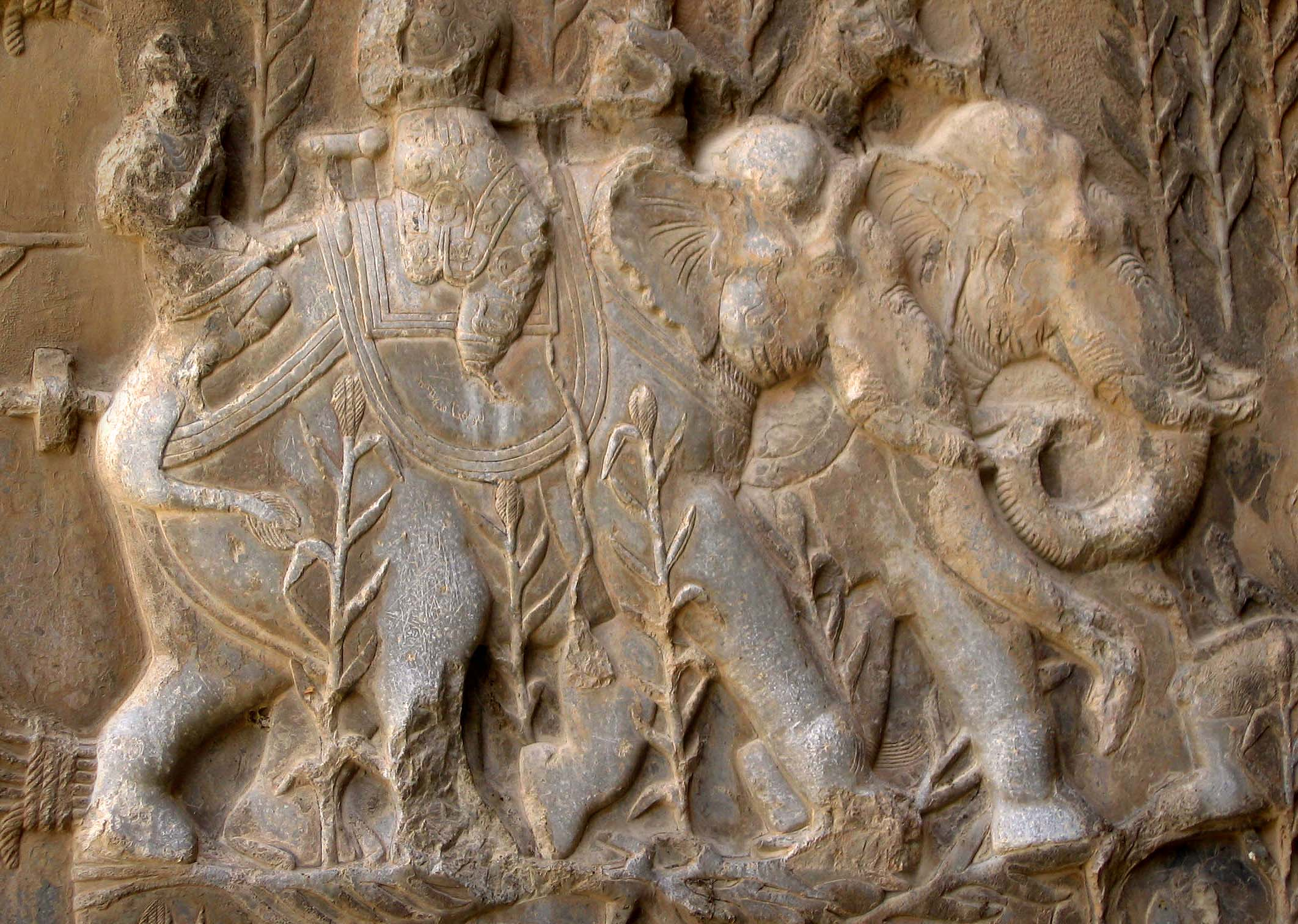
نقش ساساني لصيد الخنازير على الفيلة الداجنة، طاق بستان، إيران.

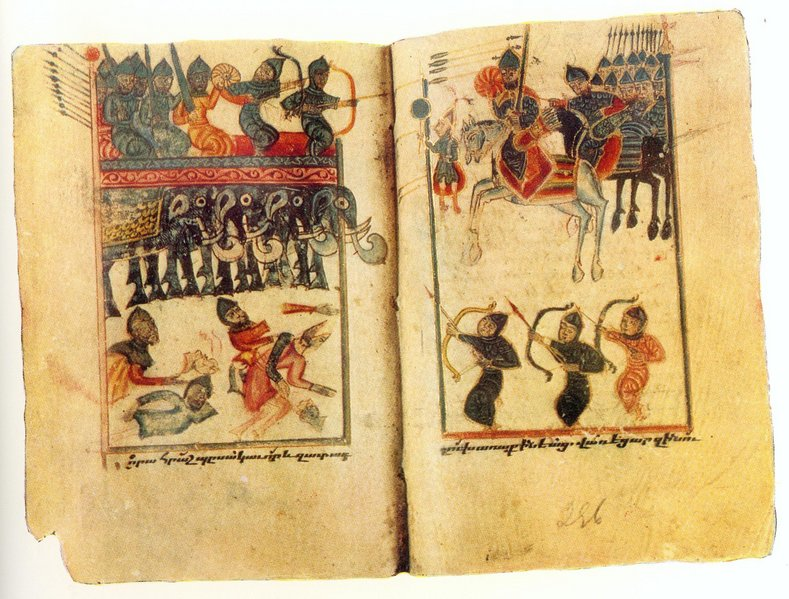
منمنمة أرمينية من العصور الوسطى تمثل فيلة الحرب الساسانية في معركة أفاراير عام 451م.

تم استخدام فيلة الحرب في التاريخ العسكري الإيراني، وعلى الأخص في الفترات الأخمينية والسلوقية والساسانية. كانت هذه فيلة آسيوية تم تجنيدها من المحافظات الجنوبية لإيران والهند، ولكن من المحتمل أيضًا وجود فيلة سورية من سوريا وغرب إيران.
يجلس الرجال (باستثناء السائق) في برج كبير تقاتل منه القوات. عادة ما يكون الفيل نفسه مسلحًا بدرع صفيحي رفيع (استخدم الساسانيون بريدًا متسلسلًا بالإضافة إلى درع صفيحي رفيع) ويحمل هودجًا خشبيًا كبيرًا مثقوبًا على ظهره. تم تدريب فيلة الحرب الفارسية على يد راكبها، المسمى ماهوت، والذي كان يركب الفيل أيضًا في المعركة. أثناء تحركها، تحتاج الفيلة إلى قطع مسارات كبيرة لاستيعاب مرورها. كان تدريب الفيلة مهمة صعبة وكانت صيانتها باهظة الثمن بسبب متطلباتها الغذائية العالية.